# میدوی (جورجیا)
میدوی، جورجیا (به انگلیسی: Midway, Georgia) یک شهر در ایالات متحده آمریکا با جمعیت ۲٬۱۲۱ نفر است که در جورجیا واقع شده‌است.

## موقعیت جغرافیایی
موقعیت جغرافیایی شهرها و مناطق اطراف به شرح زیر است: